# Fallerentjärnarna (Kalls socken, Jämtland, 709463-136695)
Fallerentjärnarna är en sjö i Åre kommun i Jämtland och ingår i Indalsälvens huvudavrinningsområde. Sjön har en area på 0,0887 kvadratkilometer och ligger 717,9 meter över havet.

## Delavrinningsområde
Fallerentjärnarna ingår i det delavrinningsområde (709400-136827) som SMHI kallar för Mynnar i Fallerentjärnarna. Medelhöjden är 804 meter över havet och ytan är 4,51 kvadratkilometer. Det finns inga avrinningsområden uppströms utan avrinningsområdet är högsta punkten. Vattendraget som avvattnar avrinningsområdet har biflödesordning 3, vilket innebär att vattnet flödar genom totalt 3 vattendrag innan det når havet efter 387 kilometer. Avrinningsområdet består mestadels av kalfjäll (94 procent). Avrinningsområdet har 0,15 kvadratkilometer vattenytor vilket ger det en sjöprocent på 3,4 procent.